# 在宅がん療養財団
一般財団法人在宅がん療養財団（ざいたくがんりょうようざいだん、英称：Japan Home Care for Cancer Patients Foundation、JHoCC）は、東京都世田谷区に本部を置く、国内外のがんの在宅療養にかかわる調査研究、情報の提供を目的とした一般財団法人である。

## 概要
2020年4月24日に設立、代表理事/理事長は渡邊清高（帝京大学医学部教授）、代表理事/会長/設立者は児玉龍彦（東京大学名誉教授）。
2021年9月、Q＆A情報サイト「在宅がんウィット」を開設。
2023年3月、第2回SDGsジャパンスカラシップ岩佐賞を「医療の部」で受賞（活動名：「信頼できるがんの在宅療養のFAQをスマホで」）。

## 活動内容
精密医療化を踏まえた国内外のがんの在宅療養・介護・がんの知識に関する調査研究を実施、最先端がん治療について、情報サイト「在宅がんウィット」より情報提供を行う。

## 主な事業
情報サイト「在宅がんウィット」の運営
医療の進歩により通院しながら在宅でがんの治療する患者の増加に伴い、当事者・家族・支援者からよせられた在宅でのがん療養へのよくある質問と、最先端のがん治療を踏まえた看護・医療の専門家による回答を、QandA方式で掲載している。